# 次郎長笠
「次郎長笠」は、1971年2月5日に ビクターより発売された橋幸夫の112枚目のシングル（SV-2139）。

## 概要
- 作詞は藤田まさと、作曲は吉田正である。橋と藤田はシングル初共演である。橋のデビュー以来、毎年シングル10数枚の曲を提供してきた恩師の作詞家佐伯孝夫（明治35年生）は老齢の域に達し、この頃から作品が急減しはじめていた[1]。
- 藤田は、戦前から股旅歌謡や時代歌謡で多くのヒット曲を発表した著名な作詞家で、橋が2年前の69年に股旅の企画アルバムを「妻恋道中」を発表したさいには、藤田の戦前期の股旅歌謡をカバーしている。このため藤田は「以前から橋君に昔のヒット曲を歌ってもらいたい、と考えていました。歌唱力の強い橋君が、現代の感覚で歌って、古い歌が新作のように蘇りました」とコメントを寄せていた[2]。
- また藤田と吉田もこれまであまり接点はなかったが、ちょうどこの時期、藤田が作詞し、吉田が作曲した「傷だらけの人生」（歌唱：鶴田浩二）が大ヒットしたこともあり、橋、藤田、吉田の初共演が実現した。
- 橋が股旅のシングルで次郎長をとりあげるのは、「俺ら次郎長」（1961年10月）以来で10年ぶりとなる。
- 編曲の寺岡真三はアルバム「妻恋道中」でも8曲の編曲を担当し、本作でも橋と共演している。
- 橋は、1971年の第22回NHK紅白歌合戦で本楽曲を歌唱している。
- c/wの「次郎長旅姿」も作詞藤田まさと、作曲吉田正で、A面と同じである。

## 収録曲
1. 次郎長笠
作詞： 藤田まさと、作曲：吉田正、編曲：寺岡真三
2. 次郎長旅姿
作詞： 藤田まさと、作曲：吉田正、編曲：寺岡真三

## 収録アルバム
- 『颯爽!橋幸夫 股旅名曲集』＜COLEZO！＞復刻版（2005年3月9日） VICL-41192